# Église Saint-Désiré de Byans-sur-Doubs
Pour les articles homonymes, voir Église Saint-Désiré.
L’église Saint Désiré de Byans-sur-Doubs est une église située à Byans-sur-Doubs dans le département français du Doubs.

## Histoire

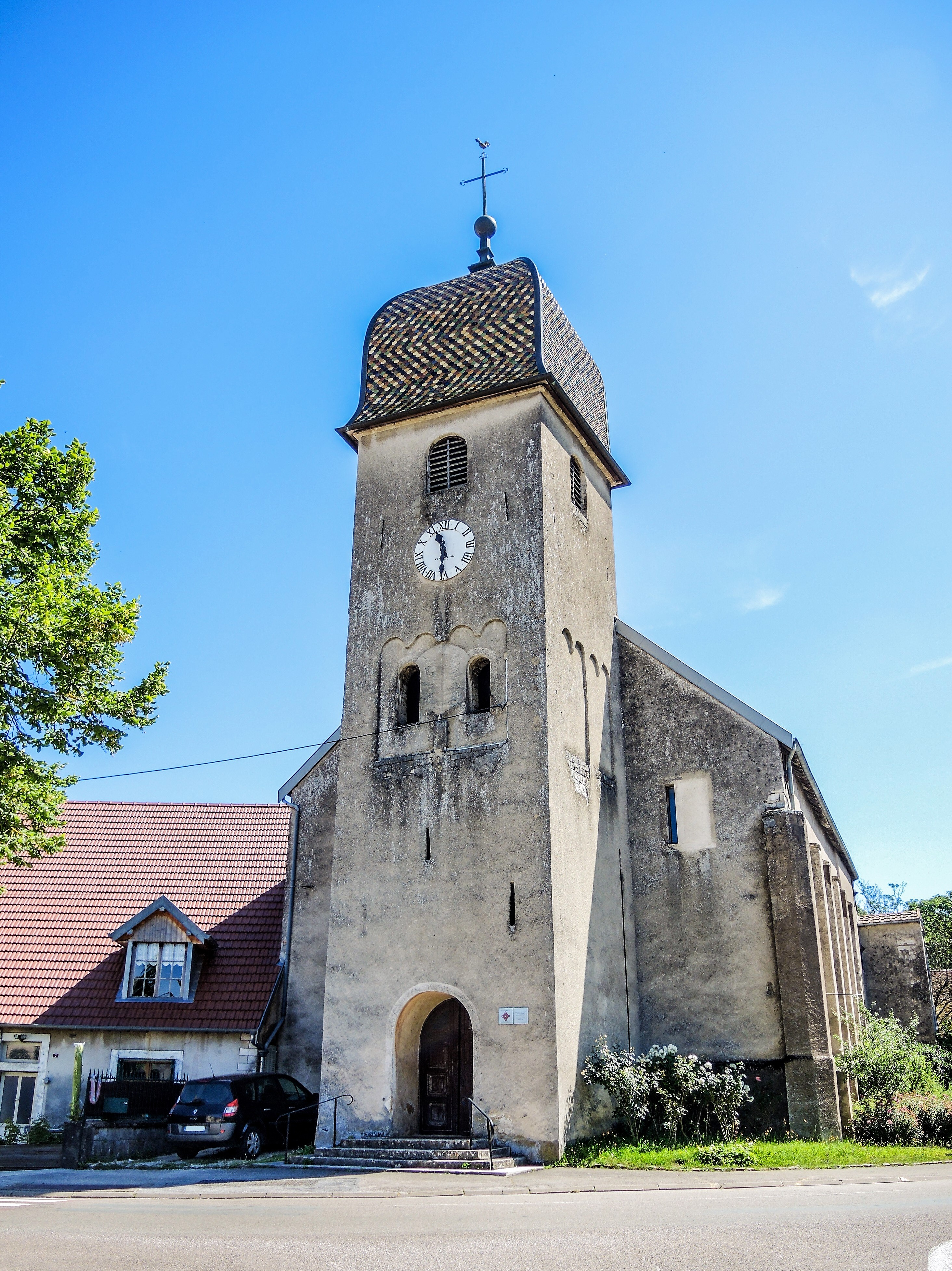
Le clocher-porche.

L'église existait déjà au XIe siècle, car elle a été mentionnée dès 1257. L'église a été agrandie au XVIIIe siècle, probablement entre 1764 et 1780,.
Des travaux de restauration eurent lieu au XIXe siècle: consolidation de la nef, travaux sur le clocher.
Après avoir été inscrit aux monuments historiques en 1993,
le clocher-porche du XIIe siècle fait l’objet d’un classement au titre des monuments historiques depuis le 28 janvier 1999.

## Rattachement
L'église fait partie de la paroisse de Quingey qui est rattachée au diocèse de Besançon.

## Architecture
L'église présente un clocher-porche qui est issu de l'église primitive du XIIe siècle
. Le clocher est surmonté d'un dôme galbé typiquement franc-comtois.

## Mobilier
L'église possède des éléments inscrits à titre objet aux monuments historiques depuis le 4 mai 1999 :
- Statue de Saint Désiré polychrome en bois datant du XVIe siècle[4]
- une sculpture du Christ en croix datant du XVIIIe siècle en bois[5]